# Emissions Gap Report
Emissions Gap Report ('Rapport om udledningskløften') er en rapport der siden 2010 årligt er udarbejdet af De Forenede Nationer om drivhusgasudledninger og klimaændringer, herunder global opvarmning. 
Disse regelmæssige rapporter skal dokumentere forskellen mellem det internationale samfunds forpligtelser med hensyn til CO2-udledninger (senest i Parisaftalen fra 2015) og hvad der faktisk er opnået. 
Rapporterne udarbejdes af et internationalt team af klimaforskere og offentliggøres af FN's miljøprogram UNEP, United Nations Environment Programme. Rapporten koordineres af UNEP Copenhagen Climate Centre 
Fra forordet til 2019-rapporten side XIII af Inger Andersen, Executive Director, United Nations Environment Programme: 

"Each year for the last decade, the UN Environment Programme’s Emissions Gap Report has compared where greenhouse gas emissions are headed, against where they should be to avoid the worst impacts of climate change...."(Dansk resumé: 'Hvert år i det sidste årti har Emissions Gap Report fra FN's miljøprogram sammenlignet, hvor drivhusgasemissionerne er på vej hen sammenholdt med, hvor de skulle være på vej hen for at undgå de værste konsekvenser af klimaændringer. ...')